# 三浦文彰
三浦 文彰（みうら ふみあき、1993年3月23日 - ）は、日本のヴァイオリニスト。東京都出身。東京在住。

## 来歴
両親ともにヴァイオリニストの音楽一家に生まれ（父は2001年より東京フィルハーモニー交響楽団のコンサートマスターを務める三浦章宏。母・道子も東京芸術大学卒のヴァイオリニスト。夫妻は離婚）、3歳よりヴァイオリンをはじめ、全日本学生音楽コンクール東京大会などの国内大会で入賞を皮切りに、国際大会にも出場するようになる。
- 2002年1月19日 #081ー#082 内村プロデュース「楽団プロデョーヌをプロデュース」でおさるにバイオリンを指導。
- 2009年10月、ドイツ・ハノーファー国際ヴァイオリン・コンクールに史上最年少の16歳で優勝。その後、モスクワ、ドイツ、スイスなどで開催される音楽祭に数多く出場し、さらに北ドイツ放送交響楽団やウィーン室内管弦楽団などのオーケストラと共演するなど、国際的な活動を展開する。
- 2009年、その年の活躍が目覚ましかった有望若手音楽家に贈られる第20回出光音楽賞を受賞する。
- 2015年、JAGMOの「伝説の戦闘組曲」に参加。
- 2016年1月より放送のNHK大河ドラマ『真田丸』のオープニング音楽でソリストを務める[2]。
- 2020年2月に結婚。同年10月、長男誕生。

## ディスコグラフィー
- プロコフィエフ:ヴァイオリンソナタ第1番、第2番（2011年5月18日、SACD）※イタマール・ゴラン（ピアノ）共演

- チャイコフスキー&メンデルスゾーン：ヴァイオリン協奏曲（2015年9月16日、avex-CLASSICS）※ハンヌ・リントゥ指揮、ベルリン・ドイツ交響楽団共演

- NHK大河ドラマ　真田丸　オリジナル・サウンドトラック I 音楽：服部隆之（2016年2月24日、avex CLASSICS）
  - NHK大河ドラマ 真田丸 オリジナル・サウンドトラックll（2016年7月20日、avex CLASSICS）
  - NHK大河ドラマ 真田丸 オリジナル・サウンドトラック Ⅲ（2016年11月6日、avex CLASSICS）

- ツィゴイネルワイゼン〜名曲コレクション（2016年7月20日、avex CLASSICS）
- フランク: ヴァイオリンソナタイ長調　ブラームス: ヴァイオリンソナタ第1番　（2019年6月26日、avex CLASSICS）※辻井伸行（ピアノ）共演

## 参照・出典
1. ↑  “おんがく交差点 三浦章宏＆三浦文彰・ヴァイオリン親子鷹！”. テレビ東京.   NHK. 2021年5月27日閲覧。
2. ↑  “テーマ音楽ソロヴァイオリン”.   NHK. 2016年1月13日閲覧。